# Pleuroptya paleacalis
Pleuroptya paleacalis là một loài bướm đêm trong họ Crambidae.